# Nouveau Voyage d'Italie
Nouveau Voyage d'Italie est une relation de voyage écrite sous la forme de lettres par le protestant français en exil Maximilien Misson au terme d'un voyage qu'il fit en Italie en tant que précepteur d'un noble anglais entre octobre 1687 et octobre 1688. 
Paru pour la première fois en 1691 à La Haye, le livre fut ensuite réédité à de nombreuses reprises.